# Неміга (станція метро)
53°54′21″ пн. ш. 27°33′14″ сх. д. / 53.90583° пн. ш. 27.55389° сх. д.
Немі́га (біл. Нямі́га) — станція Автозаводської лінії Мінського метрополітену, розташована між станціями Купаловська та Фрунзенська. Відкрита 31 грудня 1990 року у складі першої черги Автозаводської лінії. Названа на честь річки Неміга.

## Конструкція
Колонна трипрогінна мілкого закладення з однією острівною прямою платформою, побудована зі збірного залізобетону.

## Колійний розвиток
Станція з колійним розвитком - до I головної колії з боку станції «Купаловська» примикає одноколійна ССГ з Московської лінії.

## Виходи
Станція розташована у історичній частині міста, поряд із давніми районами Верхнє місто, Троїцьке передмістя, Раківське передмістя. Біля станції розташовані відтворені споруди міської ратуші, православного собору Святого Духа, архікафедрального костела Пресвятої Діви Марії Діви Марії й найдавніша будівля Мінська — Собор святих апостолів Петра і Павла.
Виходи зі станції ведуть до вулиць Неміга та Максима Богдановича і проспекту Переможців.

## Пересадки
- Автобуси: 1, 24, 38, 57, 69, 73, 91, 119с, 163, 188с;
- Тролейбуси: 12, 29, 37, 40, 46, 53

## Події
30 травня 1999 року під час пивного фестивалю пішла злива, люди намагалися сховатися у переході станції метро. В результаті масової товкотнечі загинуло 53 особи.

## Фотогалерея

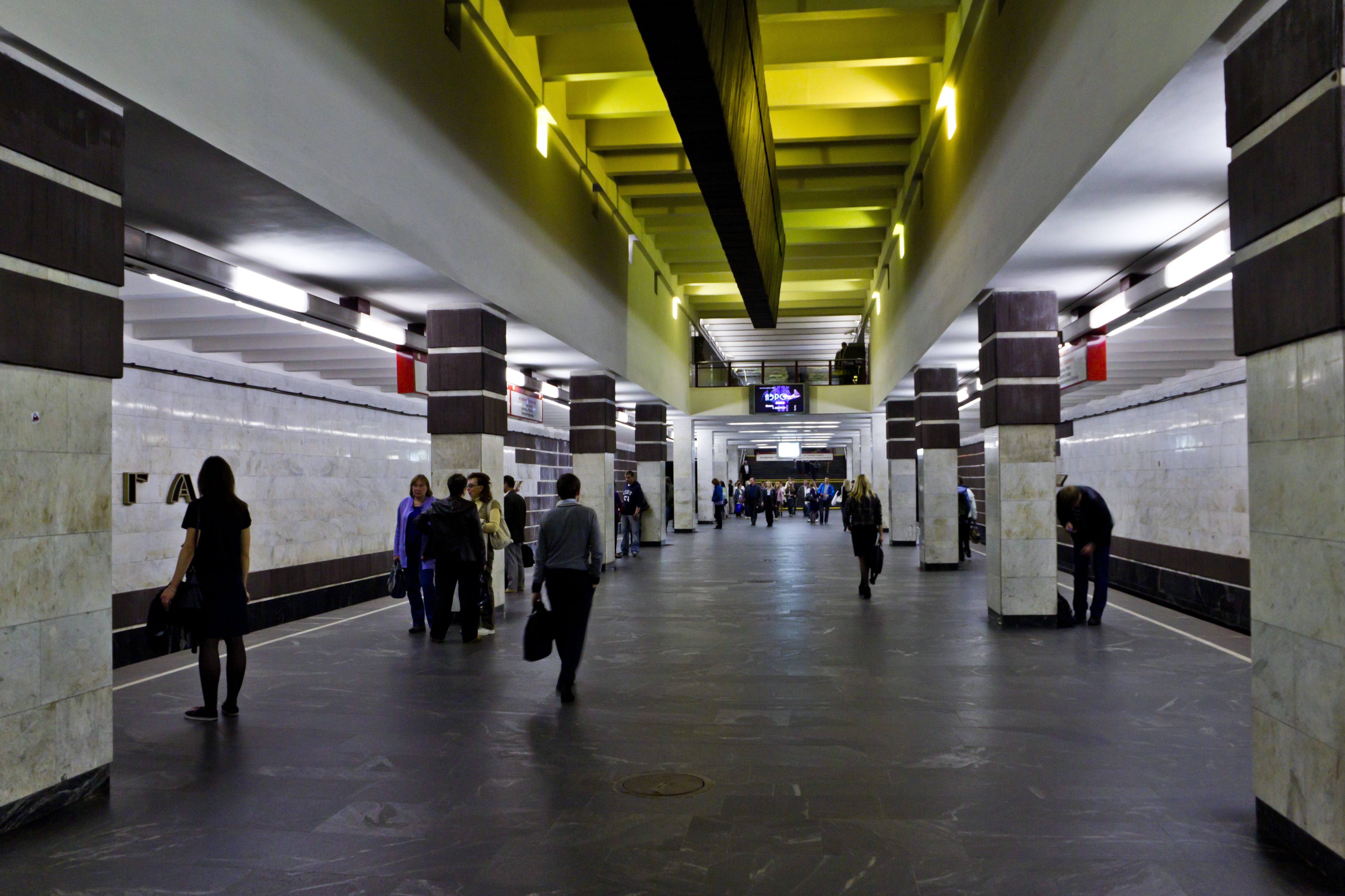
<
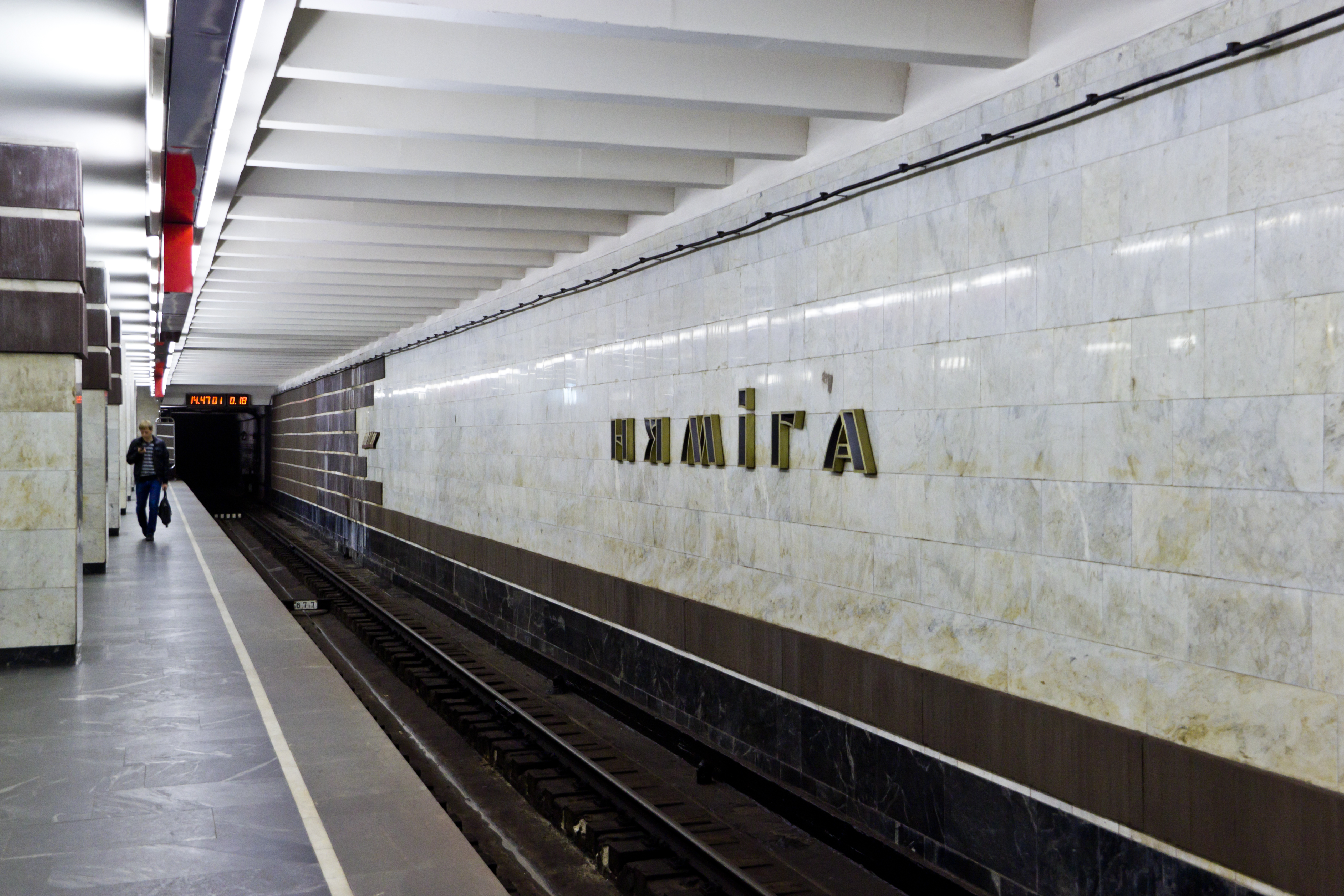
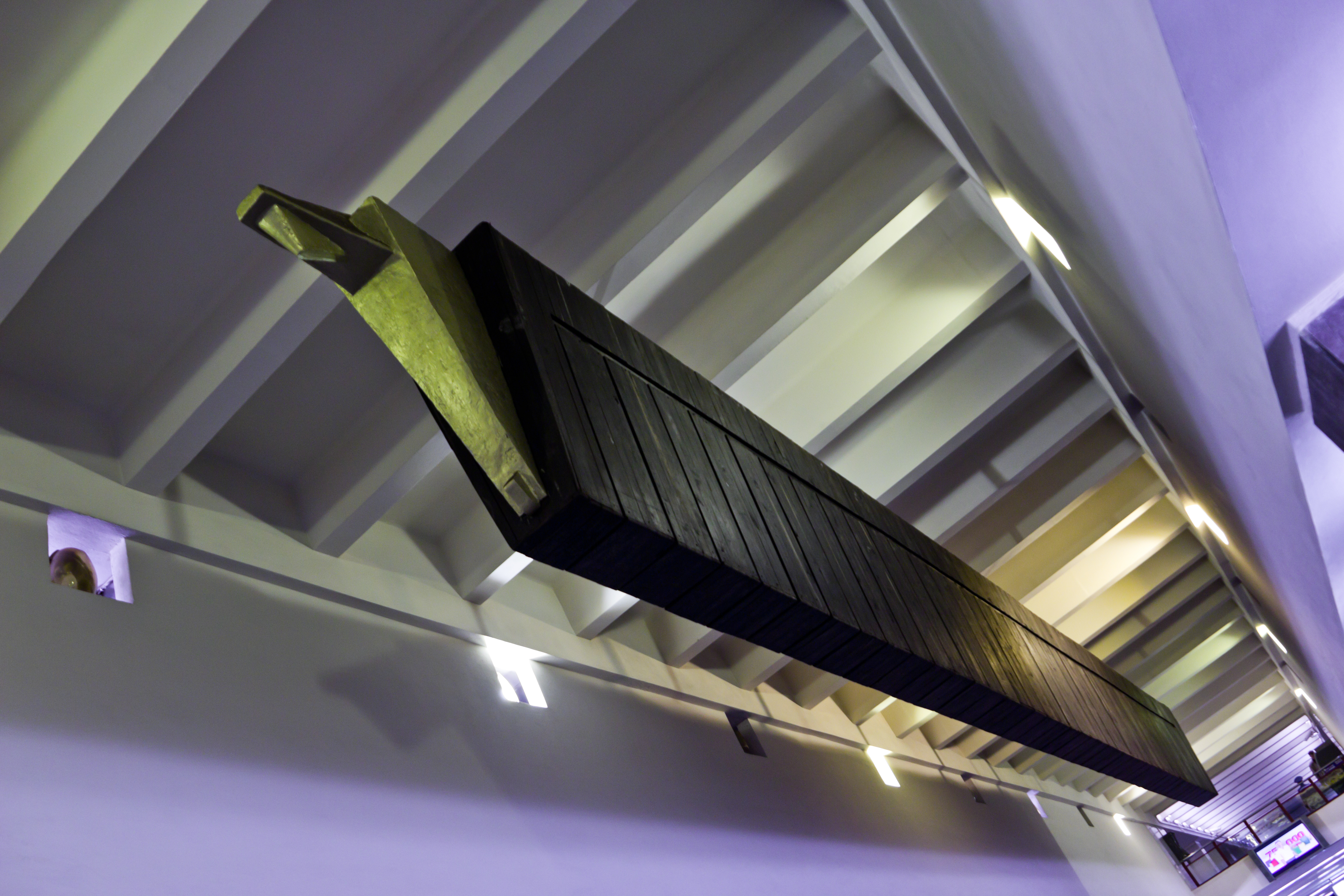
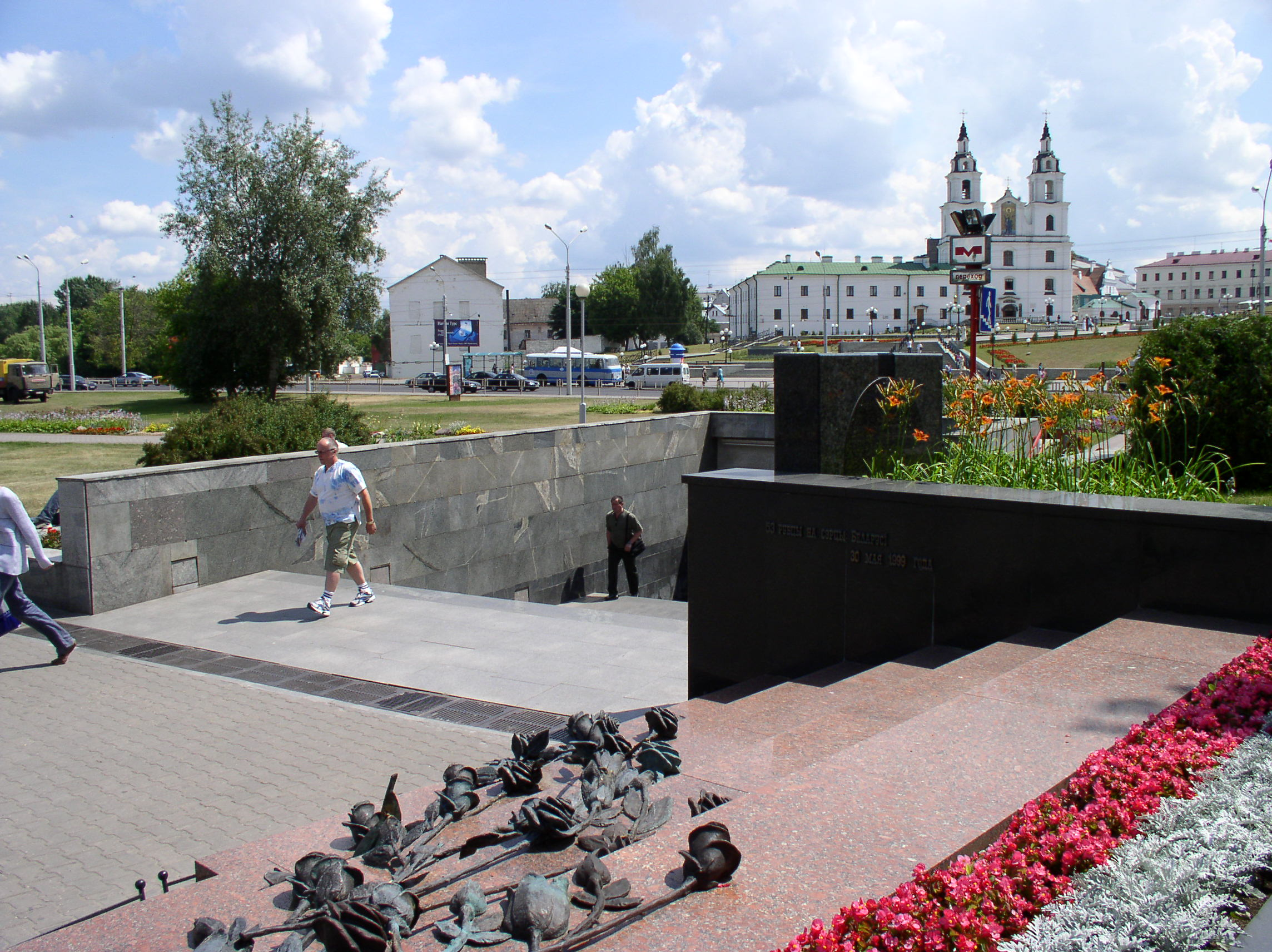